# پندنامه
پندنامه یا اندرزنامه در ادب فارسی، به مجموعه‌ای از سفارش‌ها و نصیحت‌ها گفته می‌شود که در کتابی نوشته شده باشد. پندنامه صورت نخستینِ کتابهای اخلاقی در زبان فارسی است.
«پند» در نوشته‌های زرتشتی به زبان پهلوی تا سده سوم، واژه‌ای بسیار  رایج است و معنی «اندرز» یا «نصیحت» دارد. آنچه از ادبیات اندرزی از پارسی میانه به عربی و فارسی نو راه یافته بسیار است.‌ این متون مجموعه عبارات عبرت‌آموز مؤثری است که با رشد و گسترش ادبیات، اندکی بعد در نثر، ضمن حکایات و در شعر، در مواقع مناسب جای گرفته‌ است. در ادبیات فارسی پندنامه‌ها به نوع بسیار کهنی از ادبِ تعلیمی تعلّق دارد. پند یا نصیحت واحد اولیه‌ای است که به کمک آن مجموعه پندنامه پدید می آید. 
از اواخر قرن پنجم، تدوین رساله‌های اخلاقی موسوم به «پندنامه» آغاز شد که همگی ریشه در اخلاقیات اندرزنامه‌های‌ ایران باستان داشتند. شناسایی منابع بی‌واسطه اخلاقی نهفته در پندنامه‌های فارسی کاری دشوار و بلکه ناممکن است. در این متون علاوه بر اخلاقیات رایج در ادبیات پهلوی،  نشانه‌هایی از افکار یونانی و اسکندرانی و رومی قابل ردیابی است. بسیاری از پندها و اندرزهای قرآن و احادیث با اندرزهای باستانی ایران مطابقت دارد که نشانگر از تأثیرپذیری از اندرزنامه‌های ایرانی دارد.
یکی از پندنامه‌های منظوم و مشهور در ادب فارسی پندنامه عطار یا به‌ عبارت دقیق‌تر پندنامهٔ منسوب به عطار نیشابوری است.‌ این گونه منظومه‌های اخلاقی که تعالیم و مضامین قرآن و حدیث در آن‌ها فراوان است، خاصّه از روزگار نظامی گنجه‌ای سرمشق تقلید و نوآفرینی‌های ادبی بوده‌اند که یکی از نمونه‌های بارز آن خردنامه اسکندری عبدالرحمان جامی است. 
آیین پندنامه‌نویسی و توجه به پندنامه‌ها در دوره‌های متأخّر نیز ادامه داشته‌ است و پندنامه یحیویه حسنعلی خان امیرنظام گروسی از این دسته است.